# Hippocampus borboniensis
Hippocampus borboniensis es una especie de pez de la familia Syngnathidae en el orden de los Syngnathiformes.

## Morfología
Los machos  pueden llegar alcanzar los 14 cm de longitud total.

## Distribución geográfica
Se encuentra en Mauricio, Reunión y en la costa este del África meridional.  